# Saumfleck-Perlmuttfalter
Der Saumfleck-Perlmuttfalter (Brenthis hecate) ist ein Schmetterling (Tagfalter) aus der Familie der Edelfalter (Nymphalidae).

## Merkmale

### Falter

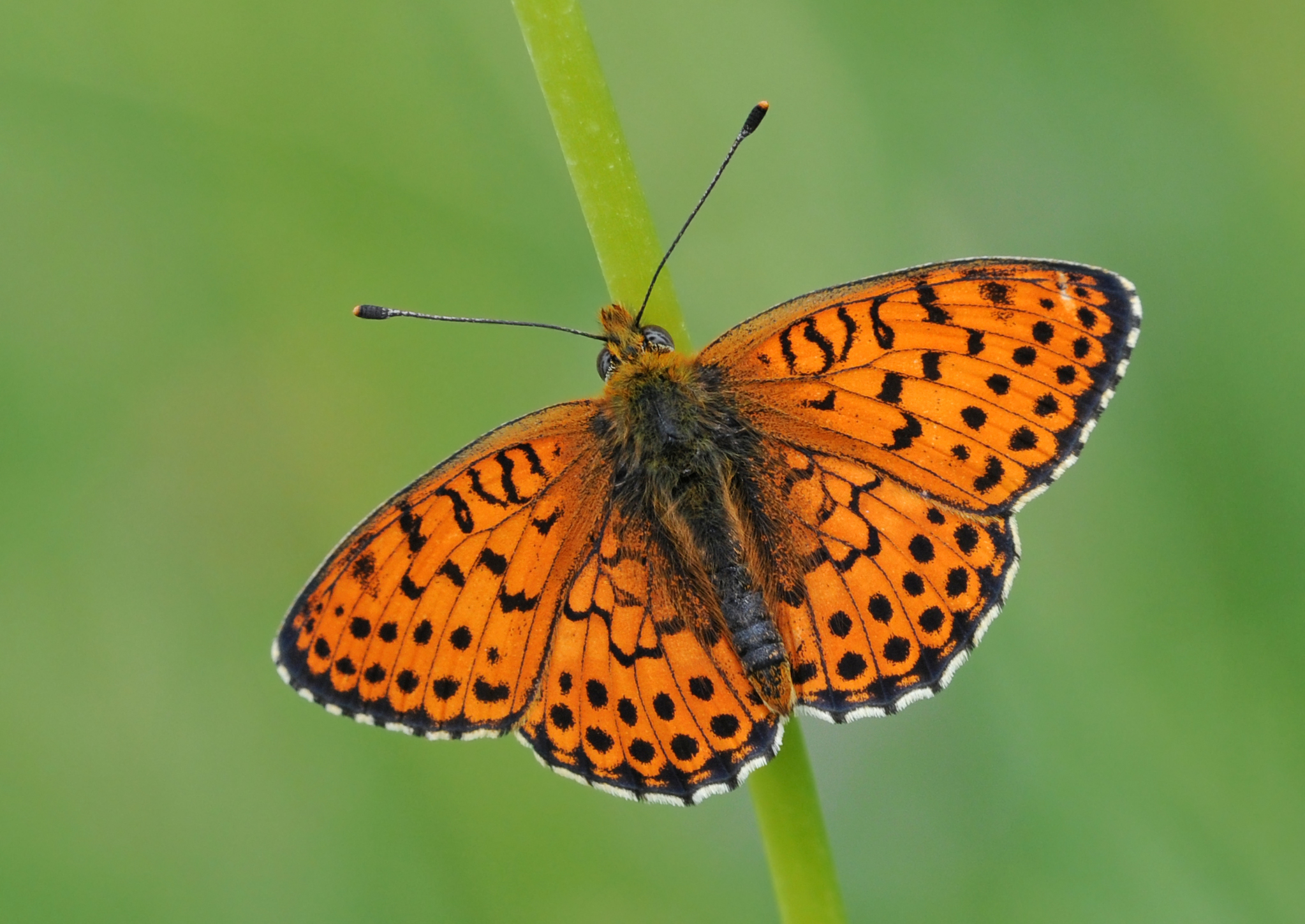
Saumfleck-Perlmuttfalter Oberseite

Sowohl Weibchen als auch Männchen des Saumfleck-Perlmuttfalters haben eine Spannweite von etwa 36–44 mm. Die Oberseite der Falter weist eine für die meisten Perlmuttfalter typische orange Grundfarbe und schwarze Fleckenmusterung auf. Diese besteht aus den nicht ausgefüllten Zellenflecken, einigen Diskalflecken, einer Reihe von Postdiskalflecken gefolgt von einer weiteren Reihe kleinerer Submarginalflecken. Die Postdiskal- und Submarginalflecken sind im Gegensatz zu ähnlichen Arten, wie dem Brombeer-Perlmuttfalter (Brenthis daphne) und dem Mädesüß-Perlmuttfalter (Brenthis ino), in mehr oder weniger parallelen Reihen angeordnet und von relativ einheitlicher Größe. Der Flügelrand weist einen schwarzen Marginalsaum auf, der an den Adern Richtung Basis dreieckige Ausläufer bildet. Die Flügeladern sind meist schwarz hervorgehoben, können aber auf der Flügeloberseite auch nur dünn und kaum sichtbar sein. Bei den Weibchen ist die orange Färbung oft blasser, diese sind meist auch unwesentlich größer als die Männchen. Die Oberseite der Perlmuttfalter ähnelt stark den Arten der Gattungen Brenthis und Boloria und sind oft schwer zu unterscheiden. Die Flügelunterseite ist zur Unterscheidung deutlich besser geeignet. Beim Saumfleck-Perlmuttfalter spiegelt die Vorderflügelunterseite im Wesentlichen die Oberseite. Die Hinterflügelunterseite hat eine cremefarbene Grundfarbe. Im Basal- und Diskalbereich wird der Hinterflügel von orangen Binden durchzogen, die schwarz umrandet sind. Zusammen mit den schwarzen Adern bildet sich ein unregelmäßiges Muster aus orangen und cremefarbigen Zellen. Wichtigstes Merkmal sind die schwarzen Diskal- und Postdiskalflecken, welche zwei parallele Fleckenreihen bilden. Diese unterscheiden die Art vom Brombeer-Perlmuttfalter und vom Mädesüß-Perlmuttfalter, welchen die Unterseite sehr ähnelt. Auch sonst besitzt keine andere Perlmuttfalterart eine doppelte Fleckenreihe auf der Unterseite, sondern immer nur eine einfache, wie der entfernt ähnliche Randring-Perlmuttfalter (Boloria eunomia) oder der Braunfleckige-Perlmuttfalter (Boloria selene). Dieses Merkmal gab der Art auch den deutschen Namen.

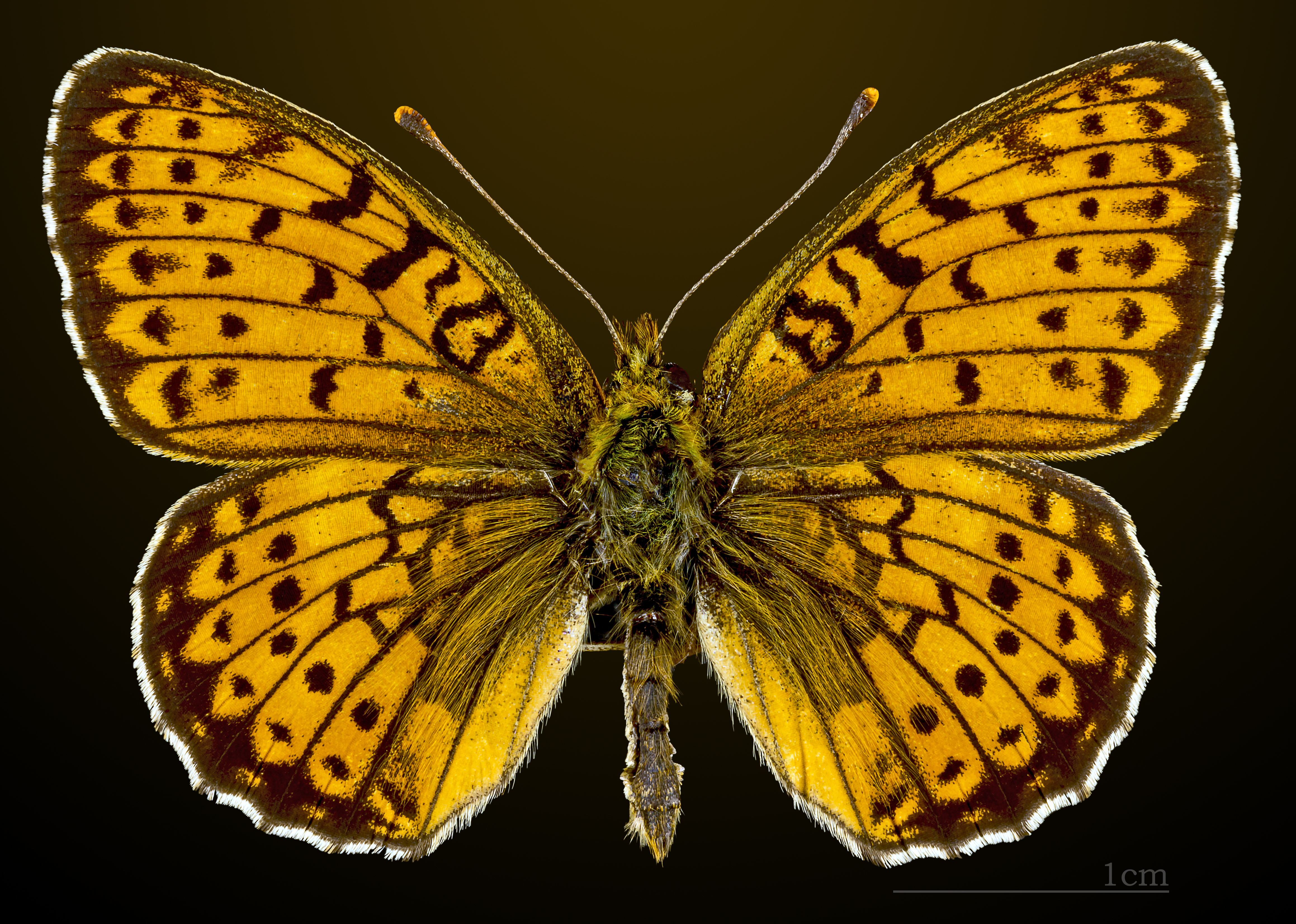
Dorsalansicht
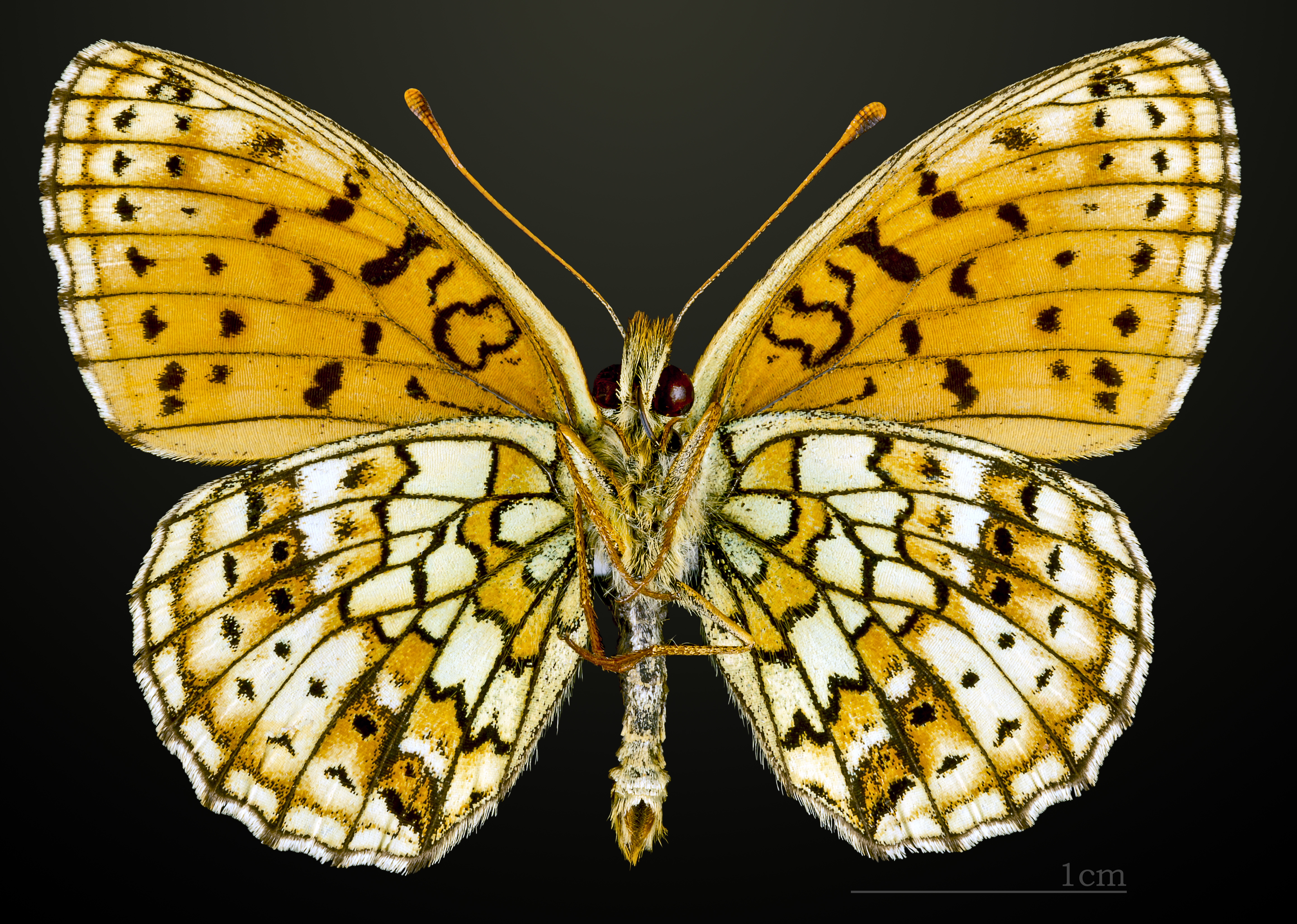
Ventralansicht

### Raupe
Die Raupe des Saumfleck-Perlmuttfalters ähnelt den nahe verwandten Arten Brombeer-Perlmuttfalter und Mädesüß-Perlmuttfalter. Sie hat ebenfalls orange gefärbte Dornen auf jedem Segment und eine schwarz-weiß marmorierte Grundfarbe. Im Gegensatz zu den anderen beiden Arten hat die Raupe dorsal keinen hellen, doppelten Längsstreifen. Die Marmorierung wirkt auch weniger in Längsrichtung gezogen und ähnelt eher dem Farbmuster einiger Scheckenfalter wie etwa dem Wachtelweizen-Scheckenfalter (Melitaea athalia). Im Unterschied zu diesen hat die Raupe des Saumfleck-Perlmuttfalters jedoch einen cremefarbenen Seitenstreifen unterhalb der Stigmen.

### Ähnliche Arten
- Brombeer-Perlmuttfalter (Brenthis daphne)
- Mädesüß-Perlmuttfalter (Brenthis ino)

### Unterarten
- Brenthis hecate hecate (Denis & Schiffermüller, 1775) Typenlokalität: Wien, Österreich[1]
- Brenthis hecate transcaucasica Wnukowsky, 1929 Typenlokalität: Kaukasus[1]

## Vorkommen und Lebensraum
Der Saumfleck-Perlmuttfalter ist in Südeuropa mit versprengten Populationen in Spanien, Südfrankreich und Norditalien vertreten. Weiter östlich ist das Verbreitungsgebiet flächendeckender und erstreckt sich von seinem Westrand im östlichen Österreich, Slowenien und Tschechien über einen Großteil Südosteuropas, die europäische Türkei und die Ukraine bis nach Südsibirien. Die westliche Grenze des Verbreitungsgebietes bildet der Altai. In Litauen existiert eine isolierte Population. Die Unterart Brenthis hecate transcaucasica besiedelt die Bereiche südlich des Kaukasus, den Vorderiran und große Teile der Osttürkei. Die Art kommt dabei in Höhenlagen ab Meereshöhe aufwärts vor; in den Pyrenäen und Alpen bis 1500 m, in Griechenland bis 2300 m. Im Kaukasus kommt die Art in Höhenlagen bis 2700 m vor.
Als Habitat dienen wechselfeuchte aber magere Wiesen, die mit Gebüsch durchsetzt sind. Auch Waldränder und Waldlichtungen werden gerne besiedelt.

## Lebensweise
Die Flugzeit der univoltinen Art beginnt in den meisten Teilen des Verbreitungsgebietes Ende Mai, in den kühleren Berglagen Anfang Juni und endet Mitte Juli gebietsweise auch erst Anfang August. In klimatisch günstigen Jahren und Gebieten, wie etwa auf der Balkanhalbinsel, fängt die Flugzeit oft schon Ende April an und dauert nur bis Anfang Mai.
Als Nahrungspflanze der Raupen dient vor allem das Kleine Mädesüß (Filipendula vulgaris), aber auch das Echte Mädesüß (Filipendula ulmaria), Backenklee-Arten (Dorycnium spec.) und der Kerb-Spierstrauch (Spiraea crenata). Über die Lebensweise ist wenig bekannt, vermutlich überwintert die Raupe fertig entwickelt im Ei, welches an Teile der Nahrungspflanze oder trockenes Material in deren Nähe gelegt wird. Die Stürzpuppe wird frei an Pflanzenstängeln befestigt.